# Тіт Квінкцій Пен Капітолін Криспін
Тит Квінкцій Пен Капітолін Криспін (лат. Titus Quinctius Poenus Capitolinus Crispinus; ? — після 351 до н. е.) — політичний, державний та військовий діяч Римської республіки, дворазовий консул 354 і 351 років до н. е.

## Життєпис
Походив з патриціанського роду Квінкціїв. Син Тита Квінкція Цинцінната Капітоліна, військового трибуна з консульською владою (консулярного трибуна) 388 року до н. е.
У 361 році до н. е. Тита Квінкція призначено диктатором для ведення війни проти галів—сенонів. За успіхи у ній сенат надав Квінкцію право на тріумф.
У 360 році до н. е. диктатор Квінт Сервілій Агала призначив Тита Квінкція своїм заступником — начальником кінноти. Останній брав участь у війні проти галів та герніків.
У 354 році до н. е. його було обрано консулом разом з Марком Фабієм Амбустом. Під час своєї каденції було укладено союз із самнітами проти галів. Водночас з успіхом воював проти міст Тібур (сучасне м.Тіволі) та Тарквінії. За рішенням народних зборів наказав стратити 358 знатних громадян Тарквініїв.
У 351 році до н. е. його вдруге обрано консулом, цього разу разом з Гаєм Сульпіцієм Петіком. Під час своєї каденції з успіхом воював в Етрурії, практично всю її захопив разом із колегою.
З того часу про подальшу долю Тита Квінкція згадок немає.